# Catalepis gracilis
Catalepis gracilis är en gräsart som beskrevs av Sydney Margaret Stent och Otto Stapf. Catalepis gracilis ingår i släktet Catalepis och familjen gräs. Inga underarter finns listade i Catalogue of Life.